# 伊瑪目昏倒了
伊瑪目昏倒了（土耳其語：İmambayıldı），是一道源自鄂圖曼帝國時期的菜餚，其製作方法先將茄子從中切開並用橄欖油油炸後，再把切丁炒過的洋蔥、大蒜和番茄等各式填料放進茄子裡，最後加入醬汁調味而成。伊瑪目昏倒了這道茄子菜為屬於拉德拉（指以橄欖油為基底烹製的餐點）料理的一環，供餐方式多為熱食或將其放涼後食用。
今日除了土耳其外，在曾受鄂圖曼帝國統治所影響的國家如：保加利亚、以色列、北馬其頓、希腊、阿尔巴尼亚、亞美尼亞以及阿拉伯世界中普遍可見到這道料理。而於伊朗饮食中，與伊瑪目昏倒了相似的菜餚亦廣受歡迎，儘管在伊朗地區的烹飪方式中，茄子內另會添加不同種類的蔬菜和香草等餡料。

## 名稱由來
有關這道餐點的名字由來有幾種不同的說法，相傳菜名是源於一位土耳其伊玛目的故事，當伊瑪目第一次吃到妻子所煮的這道茄子料理時，雖然對餐點的美味可口感到高興，但當他聽到妻子製作這道菜餚所添加的橄欖油數量之多和所花費的高昂食材費用後，便被嚇暈了過去。
另一條民間故事則傳說某位伊瑪目娶了一名橄欖油富商的女兒為妻，妻子的嫁妝裡包括十二罐上好的橄欖油，從嫁給伊瑪目開始的每天晚上，她都用陪嫁的橄欖油烹飪茄子加上番茄與洋蔥這道菜餚給丈夫享用。直到婚後的第十三日，伊瑪目發現餐桌上居然沒有他喜愛的茄子菜，當他詫異地詢問妻子原因時，妻子告訴他橄欖油已經全數用光，伊瑪目隨即傷心難過的昏倒了。